# الغرب (المخادر)

تعديل مصدري - تعديل

الغرب محلة تابعة لقرية سمارة، التابعة لعزلة بني سرحة بمديرية المخادر إحدى مديريات محافظة إب في الجمهورية اليمنية، بلغ تعداد سكانها 51 حسب تعداد اليمن لعام 2004.